# Général de corps d'armée
Pour les articles homonymes, voir GCA.
L’appellation général de corps d'armée (GCA) est, dans certaines armées, celle d'un grade militaire d’officier général. Ce grade est, selon l’ordre hiérarchique ascendant, intermédiaire entre celui de général de division et celui de général d'armée.

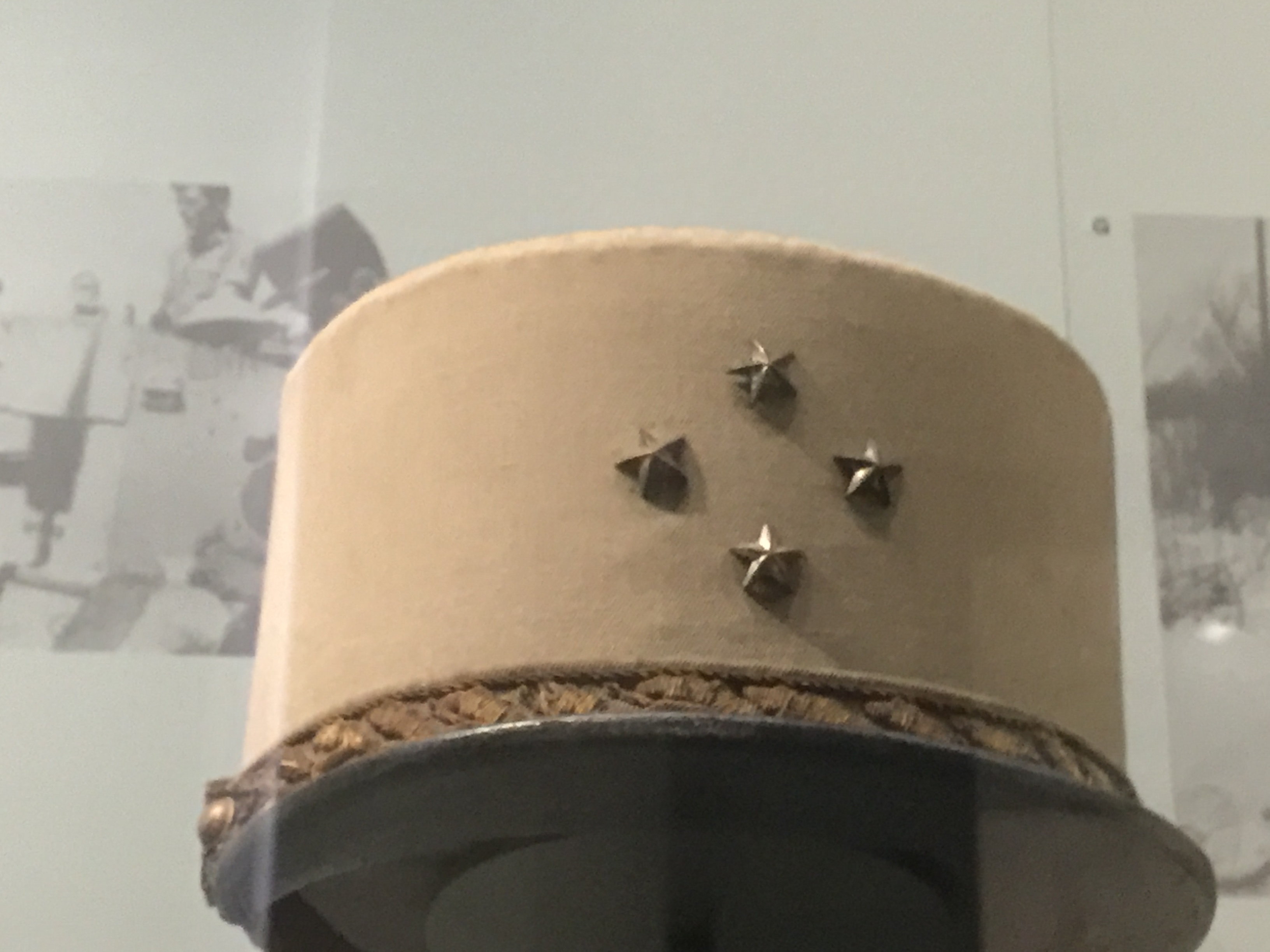
Un képi de général de corps d'armée française de Raoul Magrin-Vernerey.

Cependant, dans certains pays comme l'Espagne et le Brésil et le Pérou, le grade de général de corps d'armée n'est pas utilisé, en Espagne, le grade de général de corps d'armée est remplacé par le grade de lieutenant général, tandis que certains pays comme le Brésil et le Pérou, le grade de général d'armée est immédiatement supérieur à celui du général de division.

## Allemagne
Le grade de « général de corps d'armée » correspond, depuis 1955, au grade de Generalleutnant dans la Bundeswehr.
Avant la création de la Bundeswehr, il correspondait au grade de General et à ses nombreuses spécialités. Le général de corps d'armée était alors désigné par General der Infanterie pour l'infanterie, General der Kavallerie pour la cavalerie, General der Artillerie pour l'artillerie, General der Panzertruppe pour l'arme blindée (1935-1945), General der Pioniere pour le génie (1938-1945), General der Gebirgstruppe pour les troupes de montagne (de) (1940-1945), General der Nachrichtentruppe pour les services des transmissions (1940-1945), General der Jagdflieger pour la chasse aérienne, General der Flieger pour les unités aériennes (sans précision complémentaire), General der Fallschirmtruppe pour les unités parachutistes (troupes aéroportées), General der Flakartillerie pour la défense antiaérienne, General der Luftnachrichtentruppe pour les transmissions aériennes, ou encore General der Luftwaffe pour l'armée de l'air (sans précision particulière).

## France
Le général de corps d'armée est, dans l'armée française, le troisième sur quatre dans l'ordre des officiers généraux, selon l'ordre hiérarchique ascendant.
Dans les faits, il n'existe que deux grades dans le corps des officiers généraux : celui de général de brigade et celui de général de division. Un général de division est ensuite « élevé aux rang et appellation » de général de corps d'armée puis de général d'armée, selon un décret du 6 juin 1939,,.
L'appellation de général de corps d'armée se situe ainsi au-dessus du grade de général de division et en dessous de l’appellation de général d'armée.
Il s'agit réglementairement d'un officier général du grade de « général de division » qui reçoit « rang et appellation » de « général de corps d'armée ». Il est logiquement amené à commander un corps d'armée, une unité composée de plusieurs divisions. Son galon est composé de quatre étoiles.
Dans la marine, le grade équivalent à celui de général de corps d'armée  est vice-amiral d'escadre.

### Création
C'est une décision présidentielle du 19 novembre 1873 qui introduit pour la première fois la notion de corps d'armée : « ... les généraux pourvus d'un commandement de corps d'armée prendront rang avant les généraux de division non investis d'un commandement de cette nature ». Depuis lors, des décrets ou décisions ont, à diverses époques, précisé que tel ou tel emploi important comportait le rang de commandant de corps d'armée.
Puis, c'est une circulaire en date du 17 mars 1921 qui disposait que « ... les généraux commandants de corps d'armée portent, comme insigne de fonctions, une quatrième étoile disposée en losange avec les trois premières. Les généraux commandants d'armée et les membres du Conseil supérieur de la guerre portent une cinquième étoile, superposée aux quatre premières ». Cependant, ces « distinctions » étaient liées à la fonction exercée, et les généraux qui en avaient bénéficié perdaient ce rang et devaient cesser d'en porter les insignes dès qu'ils finissaient d'exercer les fonctions correspondantes.
Enfin, c'est un décret loi du 6 juin 1939 qui officialise les désignations et rangs de « général d'armée », « général de corps d'armée », « amiral », « vice-amiral d'escadre », « général d'armée aérienne » et « général de corps aérien ».

### Statut
Néanmoins, la loi indiquant le statut des militaires et l'annuaire des officiers d'active continuent à employer les formules de « général de division ayant rang et appellation de général de corps d'armée » et de « général de division ayant rang et appellation de général d'armée ».
Il s'agit d'honneurs, tout particulièrement dans les armes savantes (artillerie et génie) où l'organisation se limite en France au niveau du régiment ou de la brigade, sans aller jusqu'à former des divisions, des corps d'armée ou des armées. Dans une arme donnée, un général est au plus haut niveau de sa carrière quand il est nommé au poste d'inspecteur général de son arme, indépendamment de son grade.
| France                          | Grades de l'Armée de terre |                           |
| Précédé par Général de division | Général de corps d'armée   | Suivi par Général d'armée |

| Grades de la Gendarmerie nationale française Général de corps d'armée |  |                           |
| Précédé par Général de division                                       |  | Suivi par Général d'armée |

| France                                   | Grades de l'Armée de l'air |                                    |
| Précédé par Général de division aérienne | Général de corps aérien    | Suivi par Général d'armée aérienne |

## Autres pays

### Armée de terre
| Pays                | Grade | Insigne |
| ------------------- | --- | ------- |
| Chine continentale  | 上将 (shang jiang) |         |
| Cuba                | general de cuerpo de ejército (traduction littérale : « général de corps d’armée »)                                                |         |
| Espagne             | teniente general (traduction littérale : « lieutenant général »)                                                                   |         |
| Italie              | generale di corpo d'armata (traduction littérale : « général de corps d’armée »)                                                   |         |
| Japon               | 陸軍大将 (rikugun-taishō), (code OTAN:OF-9)                                                                                        |         |
| Japon               | 幕僚長たる陸将 (bakuryōchō-taru-rikushō (traduction littérale: ≪général de division servant de chef d'état-major≫)(code OTAN:OF-9) |         |
| Maroc               | général de corps d'armée |         |
| Pologne             | generał broni |         |
| République de Chine | 二級上將 (érji shang gjiàng) (code OTAN:OF-9)                                                                                      |         |

### Armée de l'air
| Pays                | Grade | Insigne |
| ------------------- | --- | ------- |
| Espagne             | teniente general |         |
| Italie              | generale di squadra aerea (traduction littérale : « général d’escadre aérienne »)                                                           |         |
| Japon               | 幕僚長たる空将 (bakuryōchō-taru-kūshō (traduction littérale: ≪général de division aérienne servant de chef d'état-major≫)) (code OTAN:OF-9) |         |
| Maroc               | général de corps aérien |         |
| Pologne             | generał broni |         |
| République de Chine | 二級上將(érji shang gjiàbg)(Code OTAN:OF-9)                                                                                                 |         |

## Grades équivalents
Dans les pays anglo-saxons, en Belgique ou encore dans la France de l'Ancien Régime, le général de corps d'armée est appelé « lieutenant général » (en anglais : lieutenant general ; en néerlandais : luitenant-generaal).